# Jan Hendrik Dauber
Jan Hendrik Dauber (Duits: Johann Henrich von Dauber) (Herborn, 2 december 1610 - Kassel, 27 juli 1672) was een Duitse rechtsgeleerde. 
Hij studeerde van 1629 tot 1631 in Marburg en werkte van 1631 tot 1646 in Frankrijk als hoogleraar in de rechten te Sedan en als advocaat van het parlement te Parijs. In 1646 werd Dauber hoogleraar in de rechten aan de even daarvoor opgerichte Illustere School te Breda, waar hij ook enige tijd rector was. Hij schreef onder andere Lijkreden over den doodt van den Hooghsten en moghensten Vorst Fredryk Henryk.
In 1651 vertrok hij naar Kassel. Dankzij Dauber kreeg Marburg zijn universiteit weer terug, waar hij vanaf 1654 een bestuursfunctie bekleedde. 
Hij formuleerde de nieuwe statuten van de universiteit. In deze statuten werden de gereformeerde belijdenis vastgelegd, en tevens werd getracht de invloed van het cartesianisme te weren.
- Gemeinsame Normdatei: 121653595
- International Standard Name Identifier: 0000 0000 1229 8853
- Nederlandse Thesaurus van Auteursnamen: 070002193
- Virtual International Authority File: 55009240
- WorldCat: E39PBJyxhCCPXJPK6DhK9XRFrq